# Luis Alberto Ramos
Luis Alberto Ramos Carobene (Mendoza, 2 ottobre 1953) è un ex calciatore argentino, di ruolo attaccante.

## Palmarès

### Club

#### Competizioni nazionali
- Coppa del Cile: 1

Universidad de Chile: 1979